# Trenton, Illinois
Trenton är en ort i Clinton County i delstaten Illinois, USA.